# Marco da Gagliano
Marco da Gagliano (Florencia, 1 de mayo de 1582-ib., 25 de febrero de 1643) cuyo nombre verdadero era Marco Zanobi, fue un compositor italiano del siglo XVII.

## Biografía
Fue alumno de Luca Bati, luego, a partir de 1602, fue sustituto de su maestro de capilla en la capilla de San Lorenzo antes de sucederlo en 1608. Fue nombrado canónigo de San Lorenzo en enero de 1609, maestro de capilla en la corte del gran-duque de Florencia en 1611 y protonotario en 1614. Es uno de los principales fundadores de la Accademia degli Elevati (1607). 
Colabora con Jacopo Peri y Giulio Caccini en la escritura de intermedio de corte.

## Obras

### Música sacra
- Officium defunctorum (1607);
- Missa et sacrae Cantiones... (1614);
- Sacrarum Cantionum... liber secundus (1622);
- Responsoria (1630);

### Música profana
- 6 libros de Madrigaux (1602-1608);
- La Dafne (1608);
- Musiche a 1-3 voci (1615);
- La Flora (1628).[1]